# Enicospilus sambucus
Enicospilus sambucus là một loài tò vò trong họ Ichneumonidae.